# أيانا ساكاي
أيانا ساكاي (باليابانية: 酒井彩名؛ بالكانا: さかい あやな) هي عارضة وممثلة يابانية، ولدت في 16 مايو 1985 في اليابان.

## وصلات خارجية
- أيانا ساكاي على موقع IMDb (الإنجليزية)
- أيانا ساكاي على موقع ميوزك برينز (الإنجليزية)
- أيانا ساكاي على موقع قاعدة بيانات الفيلم (الإنجليزية)